# Jesús María Oviedo
Jesús María Oviedo más conocido como alias 'Mariachi' o 'General Mariachi'  (Siglo XX-Ataco, Tolima 17 de septiembre de 1977) fue inicialmente un guerrillero liberal y posteriormente paramilitar colombiano.

## Biografía
Algunas versiones dicen que era un pastor protestante. Conocido por ser miembro de las guerrillas liberales del Sur del Tolima durante la Violencia, junto a Gerardo Loaiza, Manuel Marulanda entre otros quienes se dividieron entre limpios (liberales) y comunes (comunistas), dirigidos por Manuel Marulanda y Jacobo Prías Alape.
Oviedo sería quien ordenó el asesinato el 11 de enero de 1960 de Jacobo Prías Alape, en Planadas (Tolima), dirigente comunista cuyo asesinato desencadenó el inicio del conflicto armado interno en Colombia. Posteriormente Oviedo conformó grupos de autodefensa en la región.

Comandante Mariachi, ¿usted por qué se hizo bandolero?

– Perdón, ni comandante ni bandolero.

He sido simplemente un campesino víctima de la Violencia.
Fragmento entrevista de Germán Castro Caicedo a Jesús María Oviedo.

## Muerte
Fue asesinado en Ataco (Tolima) el 17 de septiembre de 1977, al parecer su asesinato habría sido ordenado por Manuel Marulanda, en retaleación por la muerte de Jacobo Prías Álape "Charro Negro", en la población de Santiago Pérez, municipio de Ataco tenía una placa como homenaje. Su sobrino Oscar Oviedo Rodríguez  fue subcomandante del Bloque Tolima de las Autodefensas Unidas de Colombia (AUC).